# Gabriel Cuevas
Gabriel Cuevas Torrealba (Concepción, 1920-Santiago, 2004) fue un abogado, filósofo, historiador, académico y político nacionalista chileno. Fue Presidente de la Federación de Estudiantes de la Universidad Católica entre 1944 y 1945.

## Trayectoria
Nació en 1920, hijo del abogado Eduardo Cuevas Vargas, y de Ema Torrealba Contreras, ambos originarios del valle de Colchagua. Estudió Derecho, Filosofía e Historia en la Pontificia Universidad Católica de Chile, egresando de la primera y licenciándose en las dos últimas. Durante su etapa como estudiante universitario participó en la formación de la Federación de Estudiantes de la Universidad Católica, ejerciendo como secretario general en 1940 y Presidente entre 1944 y 1945, en calidad de independiente.
Al egresar, comenzó a trabajar como profesor en la propia Universidad, siendo reconocido como "una de las figuras más relevantes de la juventud chilena". Fue discípulo y cercano al académico hispanista Jaime Eyzaguirre. En esa calidad, integra durante 1946 la delegación chilena al XIX Congreso Mundial de Pax Romana, junto a Juan de Dios Vial Larraín, Arturo Fontaine Aldunate, Jorge Prat y Osvaldo Lira, entre otros. Se desempeñó como redactor en El Diario Ilustrado, siendo por varios años corresponsal de dicho medio en Europa, con sede en España.
En 1966 fue uno de los cuatro integrantes de la comisión encargada de crear los estatutos del naciente Partido Nacional, surgido de la fusión de Conservadores, Liberales y Pratistas (seguidores de Jorge Prat Echaurren), comisión que integraron además, Jaime Silva y Sergio Onofre Jarpa. Fue candidato a Regidor por Santiago, agregado cultural de Chile en Rumanía y en España.